# Lettlands damlandslag i ishockey
Lettlands damlandslag i ishockey representerar Lettland på damsidan i ishockey.
I mars 1993 spelade Lettland sina första damlandskamper i ishockey, i Kiev vid B-EM 1993, där man vann turneringen . Lettlands damer var rankade på 11:e plats i världen efter OS 2006.
Vid 1990-talets mitt använde sig laget av bandyspelare.